# Scheffau am Tennengebirge
Scheffau am Tennengebirge, im Salzburger Dialekt (d') Scheffau [ʃɛfːˈaʊ̯], ist eine Gemeinde mit 1467 Einwohnern (Stand 1. Jänner 2024) im Lammertal, Tennengau (Bezirk Hallein) im Salzburger Land, Österreich. Der zuständige Gerichtsbezirk ist Hallein.

## Geografie
Die Gemeinde liegt an der Nordabdachung des bis zu 2300 m hohen Tennengebirges, welches im Süden die Grenze zum Pongau bildet. Im Norden hat die Gemeinde Anteil an der bis zu 1600 m hohen Osterhorngruppe, und zwar insbesondere in dem inselbergartig südöstlich an der Gruppe liegenden Schwarzen Berg (1584 m ü. A.). Diese Gegend gehört zu den Salzburger Kalkvoralpen beziehungsweise zu den Salzkammergutbergen.
Die Lammer fließt als Hauptfluss Ost nach West durch das Gemeindegebiet.
Der Hauptsiedlungsbereich liegt im Lammertal in den Orten Unterscheffau und Oberscheffau.

### Gemeindegliederung
Das Gemeindegebiet umfasst folgende vier Ortschaften (in Klammern Einwohnerzahl Stand 1. Jänner 2024):
- Scheffau am Tennengebirge (1209)
- Voregg (97)
- Wallingwinkl (117)
- Weitenau (44)

Die Gemeinde besteht aus den Katastralgemeinden Scheffau, Voregg und Weitenau, wobei zu letzterer auch Wallingwinkl gehört.
Bis Ende Mai 1923 gehörte die Gemeinde zum Gerichtsbezirk Golling, seit dem 1. Juni 1923 ist sie Teil des Gerichtsbezirks Hallein.

### Nachbargemeinden
| Kuchl                                                | Sankt Koloman                               |         |
| Golling an der Salzach                               | Kompassrose, die auf Nachbargemeinden zeigt | Abtenau |
| Werfen ∗ Pfarrwerfen (beide Bez. St. Johann/ Pongau) | Werfenweng (Bez. St. Johann/ Pongau)        |         |

∗ Werfen grenzt nur in einem Punkt an, in der Ofenrinne beim Hochtörl

## Geschichte
Die erste urkundliche Nennung von Scheffau als Scheffawe erfolgte im Jahr 1249. Die St. Ulrichskirche in Scheffau stammt wohl aus dieser Zeit, als Pfarrkirche für das ganze Lammertal, sie war als Wallfahrtskirche bekannt.
Selbständig wurde die Gemeinde Scheffau mit der Abtrennung von Golling durch Schaffung der Ortsgemeinden im Jahr 1849.
1939, als nach dem Anschluss allerorten in Österreich Großgemeinden gebildet wurden, wurden die Ortsteile Weitenau und Wallingwinkl von der Marktgemeinde Abtenau eingemeindet.

## Politik

### Gemeinderat
| Gemeinderatswahl 2024Wahlbeteiligung: 75,8 % 80706050403020100 64,3 % (−9,5 %p)35,7 % (+9,5 %p) ÖVPSPÖ20192024 |

Die Gemeindevertretung hat insgesamt 13 Mitglieder.
- Mit den Gemeindevertretungs- und Bürgermeisterwahlen in Salzburg 2004 hatte die Gemeindevertretung folgende Verteilung: 7 ÖVP, und 6 SPÖ.
- Mit den Gemeindevertretungs- und Bürgermeisterwahlen in Salzburg 2009 hatte die Gemeindevertretung folgende Verteilung: 8 ÖVP, 4 SPÖ, und 1 FPÖ.[3]
- Mit den Gemeindevertretungs- und Bürgermeisterwahlen in Salzburg 2014 hatte die Gemeindevertretung folgende Verteilung: 8 ÖVP, 4 SPÖ, und 1 FPÖ.[4]
- Mit den Gemeindevertretungs- und Bürgermeisterwahlen in Salzburg 2019 hatte die Gemeindevertretung folgende Verteilung: 10 ÖVP und 3 SPÖ.[5]
- Mit den Gemeindevertretungs- und Bürgermeisterwahlen in Salzburg 2024 hat die Gemeindevertretung folgende Verteilung: 9 ÖVP und 4 SPÖ.[6]

### Bürgermeister
- 1969–1993 Josef Schorn (ÖVP)[7]
- 1993–2004 Peter Neureiter (ÖVP)[8]
- 2004–2014 Josef Aschauer (ÖVP)[9]
- seit 2014 Friedrich Strubreiter (ÖVP)[10]

### Wappen
Das 1971 verliehene Wappen der Gemeinde ist beschrieben:
In grünem Schild ein silberner Widder, rechts begleitet von einem silbernen Standkreuz.
Das Wappen ist ein redendes Wappen, der Widder steht für den Ortsnamen. Das Kreuz erinnert an die Grundherrschaft des Domkapitels.

## Kultur und Sehenswürdigkeiten

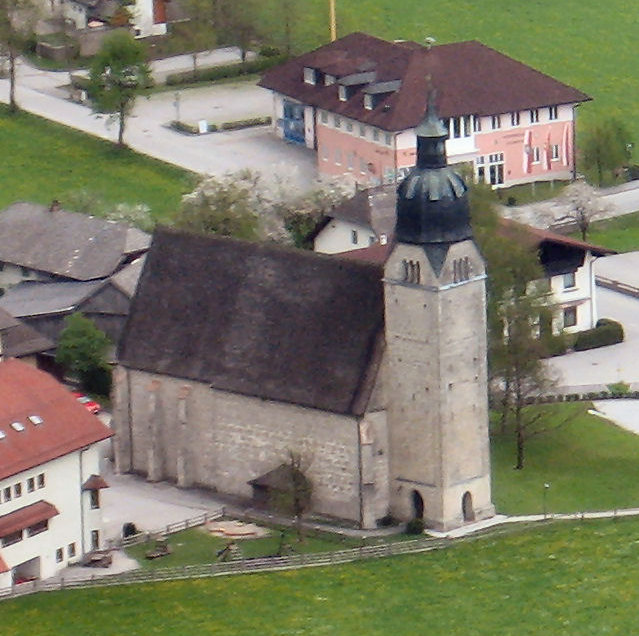
Filialkirche Scheffau

- Katholische Filialkirche Scheffau hl. Ulrich
- Naturdenkmal Lammerklamm[12]
- Scheffauer Mühlenrundweg[12]
- Winnerfall

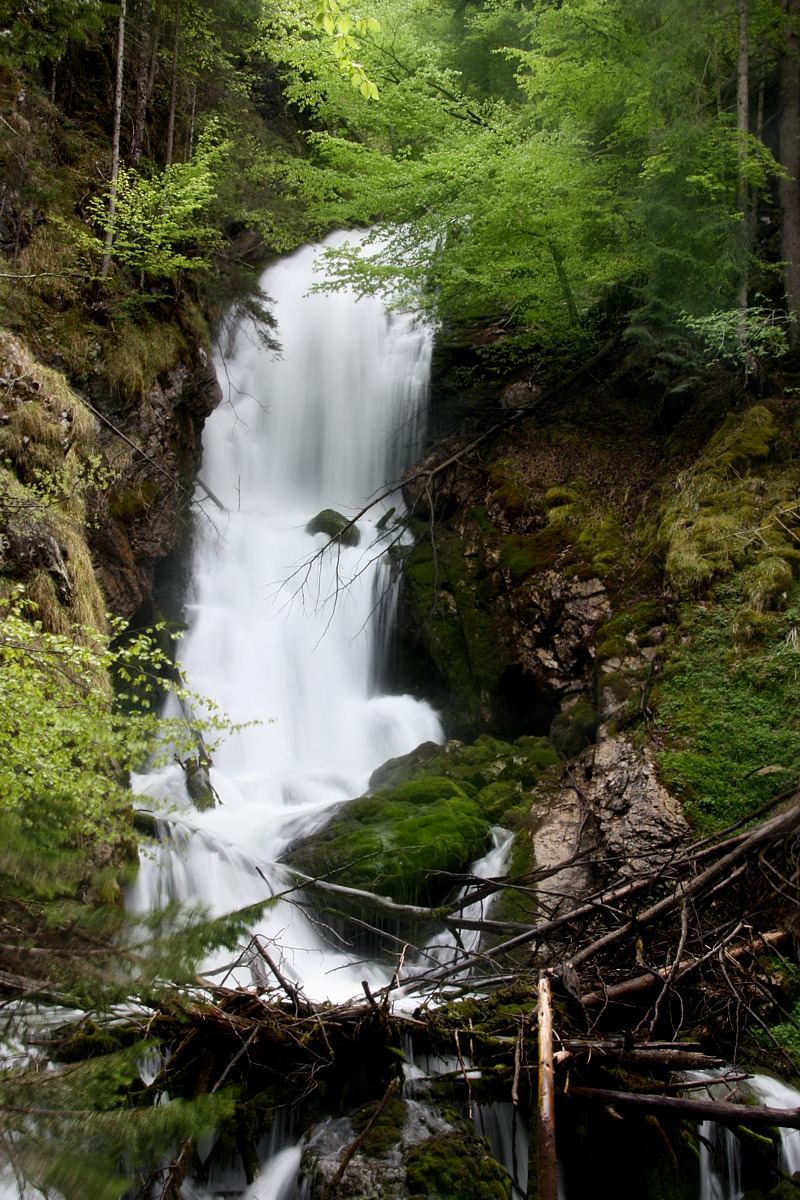
Schwarzbach, höchste Stufe
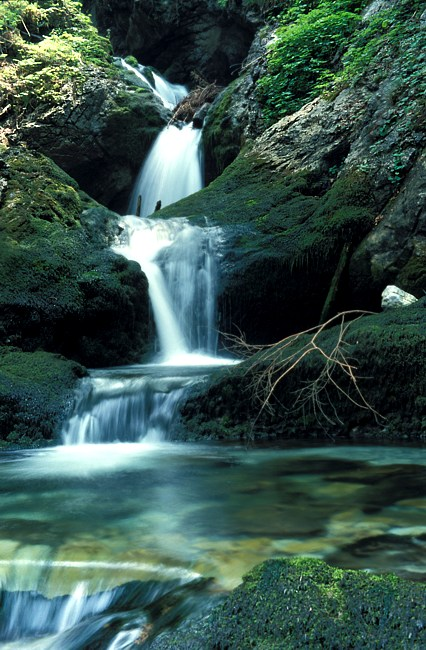
Idylle am Schwarzbach

## Wirtschaft und Infrastruktur
Von den beinahe 300 Arbeitsplätzen in der Gemeinde entfallen zwanzig Prozent auf die Landwirtschaft und je vierzig Prozent auf den Produktionssektor und auf Dienstleistungen. Der mit Abstand größte Arbeitgeber im Produktionssektor ist der Bereich Warenherstellung, ein Drittel arbeitet in der Bauwirtschaft und zehn Prozent im Bergbau. Im Dienstleistungssektor sind die größten Bereiche der Handel und die sozialen und öffentlichen Dienste mit jeweils einem Viertel der Arbeitnehmer des Sektors (Stand 2011).
Von den 659 Erwerbstätigen, die 2011 in Scheffau wohnten, pendeln fast drei Viertel zur Arbeit aus.